# Ubayd-Al·lah ibn al-Màhuz
Ubayd-Al·lah ibn Baixir ibn al-Màhuz as-Sulaytí al-Yarbuí at-Tamimí (àrab: عبيد الله بن بشير بن الماحوز السليطي اليربوعي التميمي, ʿUbayd Allāh b. Baxīr b. al-Māḥūz as-Sulayṭī al-Yarbūʿī at-Tamīmī), més conegut senzillament com Ibn al-Màhuz fou el segon cap o imam dels kharigites azraquites, que va succeir Nafi ibn al-Àzraq al-Hanafí al-Handhalí quan va morir en la batalla de Dulab el 685.
Durant mesos la regió entre Bàssora i Ahwaz fou teatre de saquejos i destruccions, en les que els azarika mataven a tots els que no eren de la seva secta o no els eren favorables. La població de Bàssora va demanar ajut al notable general Muhal·lab ibn Abi-Sufra que al front d'una força va expulsar els azraquites de la zona del Tigris i els va causar una greu derrota prop de Sillabra a l'est del riu Dudjayl (686)
Ubayd-Al·lah va morir a la lluita i els azraquites es van retirar cap al Fars sota la direcció del seu germà Zubayr ibn al-Màhuz.